# Боярышник восточный
Боя́рышник восто́чный (лат. Crataégus orientális) — кустарник или небольшое дерево, вид рода Боярышник (Crataegus) семейства Розовые (Rosaceae).

## Распространение и экология
В природе ареал вида охватывает Турцию, Армению, Грузию, Украину (включая Крым), Албанию, Грецию (включая Крит), Сицилию, страны бывшей Югославии, Испанию. В России встречается на Северном Кавказе.
Распространён в кустарниковых зарослях на сухих каменистых склонах среднего пояса гор.

## Ботаническое описание
Дерево высотой 3—7 м, нередко растущее кустообразно и достигающее в этом случае высоты не более 1—2,5 м. Ветки голые, красно-коричневые, молодые побеги густо войлочно опушенные. Значительное число укороченных побегов превращено в олиственные колючки; безлистные колючки немногочисленные, прямые, длиной 1—1,5 см
Почки ширококонусовидные, притуплённые, длиной около 3 мм. Листья продолговато-яйцевидные или обратнояйцевидные, с острой или тупой вершиной и узко-клиновидным, иногда (на длинных побегах) усечённым основанием, 5—7-глубокораздельные, с косо вверх направленными, узкими, на вершине крупнозубчатыми или лопастевидно-надрезанными долями, реже (у основания коротких побегов) трёхлопастные, длиной 3—5 см, шириной 2—4 см, плотные, тусклые, с обеих сторон густо и мягко серовато-опушённые. Черешки длиной 0,5—1,2 см. Прилистники серповидные, гребенчато-пильчатые, быстро опадающие.
Соцветия 4—10-цветковые, очень плотные, с короткими, густо беловойлочными осями и цветоножками длиной 2—5 мм. Цветки диаметром 1,5—2,0 см, с белыми лепестками. Чашелистики длинно заострённые, иногда с шиловидным остроконечием, цельнокрайные, при плодах отогнутые, беловойлочные. Тычинок 20, с белыми пыльниками; столбиков 5, редко 4.
Плоды шаровидные, сильно сплюснутые, несколько пятигранные, диаметром 13—20 мм, красновато-оранжевые, слабо волосистые или голые, съедобные, с приятным кисловатым вкусом. Косточки в числе 5, реже 4, трёхгранные, длиной 7—8 мм, шириной 3—4 мм, слегка ребристые со спинной стороны, гладкие с боков и килеватые с брюшной стороны.
Цветение в июне — середине июля. Плодоношение с сентября.

## Химический состав
Плоды в абсолютно сухом состоянии содержат (в процентах): 6,0 золы, 7,8 протеина, 6,4 жира, 17,1 клетчатки, 62,7 БЭВ.

## Значение и применение
Вследствие большой засухоустойчивости может представлять интерес для засушливых районов, не в меньшей степени, чем Боярышник понтийский (Crataegus pontica), так как отдельные особи боярышника восточного по размерам и мясистости плодов не уступают плодам этого вида.
Встречается в культуре в европейской части России, Крыму, на Кавказе и в Узбекистане. Вне России и сопредельных стран распространен в культуре давно (с 1810 года), но не широко.
На Кавказе местное население собирает плоды этого вида, которые отличаются приятным кисловатым вкусом; они употребляются в пищу в сыром виде, реже их растирают и смешивают с мукой для приготовления сладковатого хлеба.
Листья поедаются скотом.
Благодаря большой колючести и плотности куста может быть рекомендован для живых изгородей.
Древесина используется на рукоятки для орудий.

## Таксономия
Вид Боярышник восточный входит в род Боярышник (Crataegus) трибы Pyreae подсемейства Спирейные (Spiraeoideae) семейства Розовые (Rosaceae) порядка Розоцветные (Rosales).
|  |                                      |  |                                                              |                                                              |                   |  | ещё 8 семейств (согласно Системе APG III) | ещё 8 семейств (согласно Системе APG III)    |                                              |  |  |  | ещё 7 триб (согласно Системе APG III)         | ещё 7 триб (согласно Системе APG III)         |  |  |  |  | ещё от 200 до 300 видов | ещё от 200 до 300 видов |
|  |                                      |  |                                                              |                                                              |                   |  | ещё 8 семейств (согласно Системе APG III) | ещё 8 семейств (согласно Системе APG III)    |                                              |  |  |  | ещё 7 триб (согласно Системе APG III)         | ещё 7 триб (согласно Системе APG III)         |  |  |  |  | ещё от 200 до 300 видов | ещё от 200 до 300 видов |
|  |                                      |  |                                                              | порядок Розоцветные                                          |                   |  |                                           |                                              | подсемейство Спирейные                       |  |  |  |                                               | род Боярышник                                 |  |  |  |  |                         |                         |
|  |                                      |  |                                                              | порядок Розоцветные                                          |                   |  |                                           |                                              | подсемейство Спирейные                       |  |  |  |                                               | род Боярышник                                 |  |  |  |  |                         |                         |
|  | отдел Цветковые, или Покрытосеменные |  |                                                              |                                                              | семейство Розовые |  |                                           |                                              | триба Pyreae                                 |  |  |  | вид Боярышник восточный                       |                                               |  |  |  |  |                         |                         |
|  | отдел Цветковые, или Покрытосеменные |  |                                                              |                                                              |                   |  |                                           |                                              |                                              |  |  |  |                                               |                                               |  |  |  |  |                         |                         |
|  |                                      |  | ещё 44 порядка цветковых растений (согласно Системе APG III) | ещё 44 порядка цветковых растений (согласно Системе APG III) |                   |  |                                           | ещё 8 подсемейств (согласно Системе APG III) | ещё 8 подсемейств (согласно Системе APG III) |  |  |  | ещё около 60 родов (согласно Системе APG III) | ещё около 60 родов (согласно Системе APG III) |  |  |  |  |                         |                         |
|  |                                      |  |                                                              | ещё 44 порядка цветковых растений (согласно Системе APG III) |                   |  |                                           |                                              | ещё 8 подсемейств (согласно Системе APG III) |  |  |  |                                               | ещё около 60 родов (согласно Системе APG III) |  |  |  |  |                         |                         |